# Jimmy Fontana
Jimmy Fontana, nome artístico de Enrico Sbriccoli (Camerino, 13 de novembro de 1934 — Roma, 11 de setembro de 2013), foi um ator italiano, compositor e cantor. Três das suas canções mais famosas são Che sarà, Melodia e Il mondo, esta última de 1965.